# Kiyosu
Kiyosu  uma cidade japonesa localizada na província de Aichi, conhecida por ser local de nascimento de Akira Toriyama.
Em 1 de Outubro de 2006 a cidade tinha uma população estimada em 55,592 habitantes e uma densidade populacional de 4 176,71 h/km². Tem uma área total de 13,31 km².
Recebeu o estatuto de cidade em 1 de Julho de 2005. A cidade foi criada a partir da união das vilas de Kiyosu, Shinkawa e Nishibiwajima.

## Cidades-irmãs
- Jerez de la Frontera, Espanha
- Toyota, Japão